# Huibert Martin Kesteloo

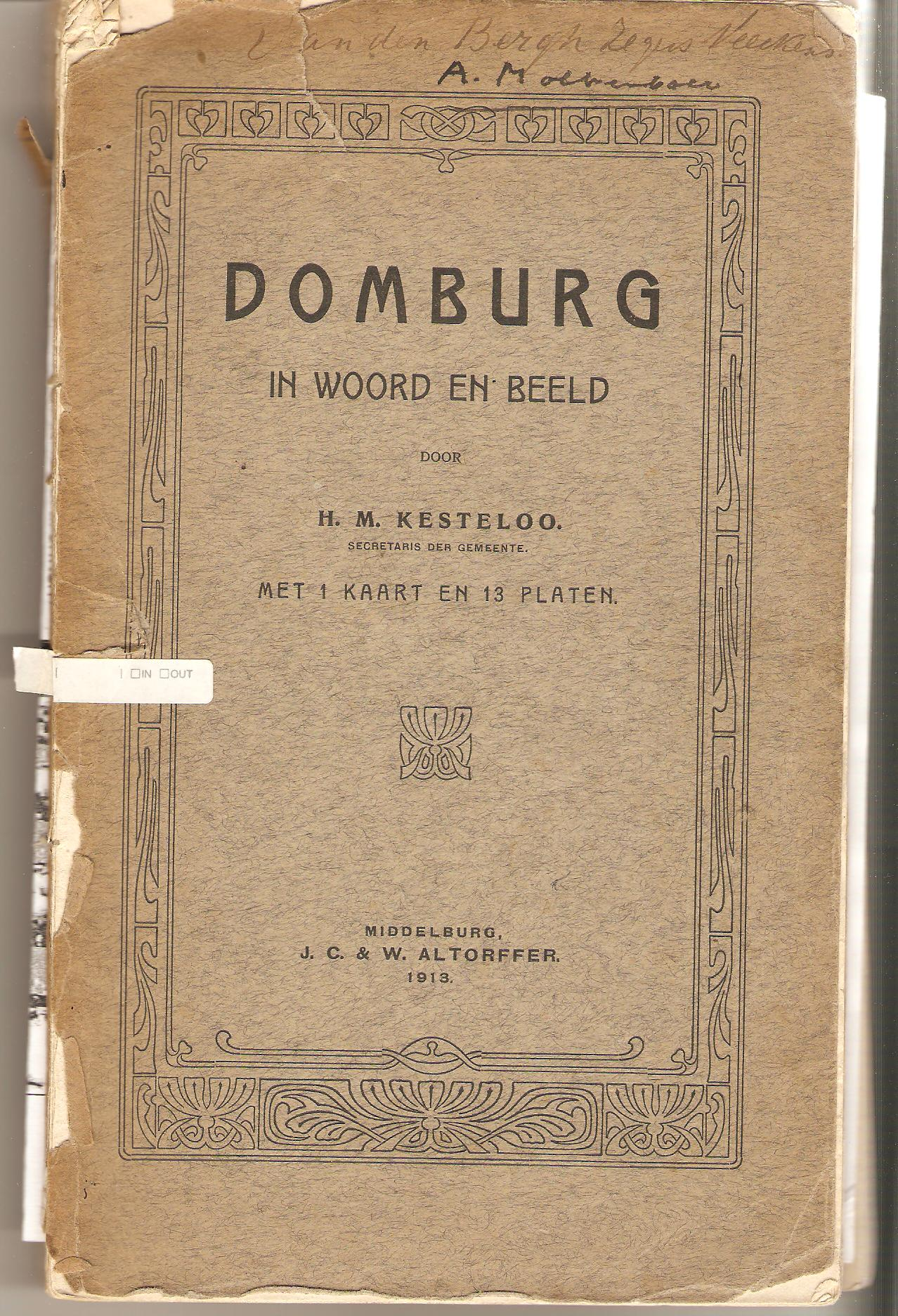
Boekomslag Domburg in woord en beeld (1913)

Huibert Martin Kesteloo (Domburg, 22 augustus 1842 - Aagtekerke, 21 september 1918) was een auteur van Walcherse historie en een actieve behartiger van de belangen van Domburg als badplaats.

## Levensloop
De familie Kesteloo was waarschijnlijk in de 17e eeuw vanuit Vlaanderen naar Walcheren gevlucht omtrent godsdienstvrijheid. Kesteloo's grootvader en vader waren in Domburg onderwijzer geweest, en waren betrokken bij het lokaal bestuur. Zijn vader was in 1847 vroeg overleden door verdrinking in zee. In 1865 werd Kesteloo gemeentesecretaris van Domburg welke functie hij meer dan 40 jaar zou vervullen. Daarnaast was hij ontvanger. Zijn verdiensten blijken vooral door zijn extra-curriculaire activiteiten. In de eerste plaats bij de kwaliteitsverbetering van de badplaats. Zo was hij de initiatiefnemer en redacteur van het Domburgsch Badnieuws en het werkpaard van het Comité tot bevordering der belangen van de badplaats dat op grond van klachten van een in toenemende mate internationaal badpubliek verbeteringen aanbracht in de faciliteiten. Het comité bewerkstelligde dat een nieuw Badpaviljoen werd gebouwd. Zelf verhuurde Kesteloo kamers aan badgasten en hij adviseerde andere Domburgers hoe zij kamers moesten inrichten en wat voor prijzen zij konden vragen.
Kesteloo's gehechtheid aan zijn geboortestreek en zijn van romantiek gespeende aandacht voor de feiten en feitjes in oude archieven, maakten hem een nuchter historicus. Gestimuleerd door de Zeeuwse historicus F. Nagtglas schreef hij Wandelingen door de voormalige smalstad Domburg dat in 1871 werd gepubliceerd en later met verbeteringen meerdere malen werd heruitgegeven als Domburg en zijn geschiedenis (1890) en als Domburg in woord en beeld (1913 en 1973). In het laatste werk vermeldt hij dat door de inspanningen van de Rijksarchivaris in Zeeland, mr. R. Fruin, de archieven toegankelijker zijn geworden en nieuwe stof hebben opgeleverd.

## Trivia
- In Domburg is sinds 1959 een straat naar Kesteloo vernoemd, de H.M. Kesteloostraat.[1]

### Publicaties, een selectie
- Kesteloo, H.M.,  (1863). Bijzonderheden betrekkelijk Domburg, uit de laatste helft der zestiende eeuw. Gearchiveerd op 2 augustus 2023. Bijdragen tot de oudheidkunde en geschiedenis, inzonderheid van Zeeuwsch-Vlaanderen Deel VI : 297-305
- Kesteloo, H.M.,  (1881). De stadsrekeningen van Middelburg I: 1365-1449. Gearchiveerd op 10 mei 2022. Archief KZGW Deel V  (2e stuk): 171-330
- Kesteloo, H.M.,  (1888). De stadsrekeningen van Middelburg II: 1450-1499. Gearchiveerd op 10 mei 2022. Archief KZGW Deel VI  (1e stuk): 43-172
- Kesteloo, H.M.,  (1888). De stadsrekeningen van Middelburg III: 1500-1549. Gearchiveerd op 26 januari 2023. Archief KZGW Deel VI  (3e stuk): 257-426
- Kesteloo, H.M.,  (1893). De stadsrekeningen van Middelburg IV: 1550-1600. Gearchiveerd op 10 mei 2022. Archief KZGW Deel VII  (1e stuk): 1-182
- Kesteloo, H.M.,  (1902). De stadsrekeningen van Middelburg V: 1600-1625. Gearchiveerd op 10 mei 2022. Archief KZGW Deel VIII  (1e stuk): 41-122
- Kesteloo, H.M.,  (1902). De stadsrekeningen van Middelburg VI: 1626-1650. Gearchiveerd op 10 mei 2022. Archief KZGW Deel VIII  (3e stuk): 1-98
- Kesteloo, H.M.,  (1902). De stadsrekeningen van Middelburg VII: 1650-1675. Gearchiveerd op 10 mei 2022. Archief KZGW Deel VIII  (4e stuk): 1-82
- Kesteloo, H.M.,  (1902). De stadsrekeningen van Middelburg VIII: 1675-1700. Gearchiveerd op 10 mei 2022. Archief KZGW Deel VIII  (4e stuk): 83-136
- Kesteloo, H.M.,  (1902). De kerkelijke rekeningen van Middelburg: 1613-1672. Gearchiveerd op 10 mei 2022. Archief KZGW Deel VIII  (4e stuk): 137-174
- Kesteloo, H.M.,  (1902). De stadsrekeningen van Middelburg IX: 1700-1812. Gearchiveerd op 10 mei 2022. Archief KZGW Deel VIII  (5e stuk): 1-260
- Kesteloo, H.M.,  (1907). De leprozen te Middelburg. Gearchiveerd op 10 mei 2022. Archief KZGW  : 137-161
- Kesteloo, H.M.,  (1915). Arend Jansz. Boom (alias met genuchten) : een verdienstelijk burger der stad Middelburg uit de 16e eeuw. Gearchiveerd op 10 mei 2022. Archief KZGW  : 100-106
- (1883-1918). Vele bijdragen. Gearchiveerd op 4 juni 2023. Domburgsch Badnieuws [2]